# 2016年北达科他州反对输油管道事件
2016年北达科他州反对输油管道事件是2016年发生在美国北达科他州立岩地区苏族印第安原住民对建设穿越该地的输油管道的抗议活动。
该事件始于2016年的春季，达科他输油管道经批准开始建设，该项目计划将北达科他州西部的石油输送至的伊利诺伊州南部，管道穿越密苏里河和密西西比河流域，并会经过立岩地区苏族印第安原住民保留地。 2016年四月，苏族印第安老人LaDonna Allard，在该地区建立了一个露天营地以示对输油管道的抗议 ，而到了该年夏季，营地已有上千人。
美国陆军工兵建设集团是该项目建设的主要承建企业，曾对该输油管道的路线进行了有限的环境评估，并称该项目对自然环境不会有显著影响。在2016年3月和4月间，美国环境保护署、美国内政部和美国文物保护咨询委员会分别要求美国陆军工兵建设集团对该地区进行完整和正式的环境评估。7月，苏族部落起诉陆军工兵建设集团，称后者侵犯了美国1966年历史保护法案。
9月3日，建筑工人推平了的被当地印第安部落认为圣地的区域，而当抗议者试图进入该区域时，被安保人员放狗咬伤，全程被抗议者用视频拍下并上传至YouTube和其它社交网络，造成了巨大社会影响，美国主流媒体也开始报道该事件，抗议活动因而引起了美国国内以及国际上的广泛关注。10月下旬，全副武装的士兵和防暴警察进入了该区域。